# Lysá pod Makytou
Lysá pod Makytou je naseljeno mjesto u okrugu Púchov u  Trenčínskom kraju u Slovačkoj.

## Stanovništvo
| Godina:     | 1993. | 2003.   | 2013.   | 2023.   |
| ----------- | ----- | ------- | ------- | ------- |
| Broj ljudi: | 2159  | 2150    | 2128    | 2001    |
| Razlika:    |       | -0,41 % | -1,02 % | -5,96 % |

| Godina:     | 2022. | 2023.   |
| ----------- | ----- | ------- |
| Broj ljudi: | 2016  | 2001    |
| Razlika:    |       | -0,74 % |

Prema podacima o broju stanovnika iz 2023. godine naselje je imalo 2001 stanovnika.

## Vanjske poveznice
|  | Zajednički poslužitelj ima još gradiva o temi Lysá pod Makytou |

- Službena stranica naselja (sl.)